# Gerald Bostock
Gerald Bostock (rond 1964) is de fictieve auteur van het gedicht dat gebruikt is als songtekst voor Jethro Tulls album Thick As A Brick uit 1972.
De albumcover van Thick As A Brick is ontworpen om te lijken op een lokale krant, in dit geval de St. Cleve Chronicle & Linwell Advertiser gedoopt. Het voorpagina-artikel beschrijft hoe de achtjarige Gerald, bijgenaamd Little Milton, een prijs ontvangt voor zijn gedicht, maar die weer moest inleveren nadat hij het woord "g__r" tijdens een televisie-uitzending gebruikt. De krant drukt Bostocks gedicht in zijn geheel af, en merkt op dat Jethro Tull heeft besloten het gedicht de gebruiken als uitgangspunt van hun nieuwe album. Ook het album zelf wordt gerecenseerd in de krant.
Op pagina een van de twaalf pagina's tellende krant staat een artikel getiteld Little Milton in schoolgirl pregnancy row, dat spreekt over een veertienjarig meisje genaamd Julia Fealey die haar zwangerschap toeschrijft aan Gerald Bostock. Het artikel zegt verder dat haar arts claimt dat zij "was obviously lying to protect the real father."
Zowel Gerald Bostock als het gedicht zijn geheel bedacht door Ian Anderson. Echter krijgt hij nog steeds vragen in interviews over Gerald Bostock van journalisten die denken dat hij werkelijk bestaan heeft.
Er is veel gespeculeerd welk woord "g__r" betekent, en "goer" is de meest favoriete kandidaat.
Het kind dat Gerald Bostock moet voorstellen op de foto was André C. Le Breton van het Elizabeth Smith Agency. Hij speelde begin jaren 70 onder andere ook in televisiecommercials.